# История почты и почтовых марок Сен-Пьера и Микелона
История почты и почтовых марок Сен-Пьера и Микелона описывает развитие почтовой связи в заморском сообществе Франции Сен-Пьер и Микелон, двух группах принадлежащих Франции островов у побережья Ньюфаундленда, которые выпускают почтовые марки с 1885 года.

## Развитие почты
Известно использование почтового штемпеля на главпочтамте на Сен-Пьере в 1853 году. С 1859 года в обращении были общие колониальные выпуски Франции.

## Выпуски почтовых марок

### Первые марки
В 1885 году Сен-Пьером и Микелоном были эмитированы первые знаки почтовой оплаты, когда на почтовых марках французских колоний здесь начали делать надпечатки текста фр. «S P M» (сокращение от «Saint Pierre et Miquelon» — «Сен-Пьер и Микелон»).

### Последующие эмиссии
С 1891 по 1892 год на марках для французских колоний производилась надпечатка «ST PIERRE M-on» («Сен-Пьер Микелон»)[≡].
С 1909 года колония эмитировала собственные почтовые марки с названием островов, напечатанным на французском языке: либо «St. Pierre & Miquelon», либо «Saint Pierre et Miquelon» («Сен-Пьер и Микелон»).
Кроме того, известны эмиссии марок посредством следующих надпечаток:
- Надпечатка на доплатных марках Сен-Пьера и Микелона — «TP» (сокращение от «Timbre postal» — «Почтовая марка»).
- Надпечатки на почтовых марках Сен-Пьера и Микелона — «France libre» («Свободная Франция»); «FNFL» (сокращение от «Forces navales françaises libres» — «Военно-морские силы Свободной Франции»[англ.]).

1 июля 1976 года острова стали официальным заморским департаментом Франции. С 1 апреля 1978 года до 3 февраля 1986 года на островах использовались почтовые марки Франции, после чего там снова был возобновлён выпуск собственных почтовых марок.

### Тематика
Будучи по статусу заморской территорией (с 1946 года), а позднее заморским департаментом и сообществом Франции, Сен-Пьер и Микелон помещает на своих марках сюжеты, связанные с метрополией и событиями, которые имеют значение для всей Франции. Например, 5 августа 1975 года в ознаменование Международной филателистической выставки «Арфила-75» в Париже на Сен-Пьере и Микелоне была выпущена 4-франковая марка, на которой были запечатлены рыба и марка этой же территории 1969 года с изображением рыбака (по принципу «марка на марке»).
Интересна история новогодней авиапочтовой марки Сен-Пьера и Микелона (Yt #28), которая вышла в свет в 1961 году в ознаменование 20-летия присоединения этих островов в 1941 году к движению «Свободная Франция», созданному для борьбы с фашизмом. Это историческое событие совпало с новогодними праздниками, о чём указано в надписи на марке. Кроме того, на миниатюре помещён силуэт подводной лодки «Surcouf» с французским вымпелом на фоне карты Северной Атлантики.